# Gerardo Bianco
Gerardo Bianco (ur. 12 września 1931 w Guardia Lombardi, zm. 1 grudnia 2022 w Rzymie) – włoski polityk, filolog i nauczyciel akademicki, wieloletni parlamentarzysta, od 1990 do 1991 minister edukacji, poseł do Parlamentu Europejskiego IV kadencji, sekretarz i przewodniczący Włoskiej Partii Ludowej.

## Życiorys
Ukończył studia klasyczne na Katolickim Uniwersytecie Najświętszego Serca w Mediolanie. Pracował jako nauczyciel akademicki, był także redaktorem w wydawnictwie Istituto dell'Enciclopedia Italiana, gdzie zajmował się m.in. opracowywaniem Enciclopedia oraziana. W latach 90. kierował działem politycznym dziennika „Il Popolo”.
Był długoletnim działaczem i członkiem władz regionalnych Chrześcijańskiej Demokracji. W latach 1968–1994 nieprzerwanie sprawował mandat posła do Izby Deputowanych. Pełnił funkcję wiceprzewodniczącego niższej izby włoskiego parlamentu (1987–1990) i przewodniczącego frakcji chadeckiej (1979–1983, 1992–1994). Od 1990 do 1991 był ministrem edukacji w rządzie, którym kierował Giulio Andreotti. Po rozpadzie chadecji dołączył w 1994 do Włoskiej Partii Ludowej, od 1995 do 1997 stał na czele tego ugrupowania jako jego sekretarz, następnie do 2000 pełnił reprezentacyjną funkcję przewodniczącego.
W latach 1994–1999 zasiadał w Europarlamencie IV kadencji. Wraz z ludowcami współtworzył partię Margherita. Nie przystąpił jednak do powstałej m.in. na bazie tego ugrupowania Partii Demokratycznej. Od 2001 do 2008 ponownie przez dwie kadencje zasiadał w Izbie Deputowanych.